# Affæren i Mølleby
Affæren i Mølleby er en dansk film fra 1976.
- Manuskript Tom Hedegaard, Henning Bahs og Erik Balling efter skuespil af Morten Korch.
- Instruktion Tom Hedegaard.

## Medvirkende
Blandt de medvirkende kan nævnes:
- Poul Reichhardt
- Elin Reimer
- Chili Turèll
- Dick Kaysø
- Ove Sprogøe
- Lily Broberg
- Arthur Jensen
- Karl Stegger
- Edvin Tiemroth
- Ole Søltoft
- Henning Palner
- Bjørn Puggaard-Müller
- Ejner Federspiel
- Poul Thomsen
- Jens Okking
- Christoffer Bro
- Valsø Holm
- Elga Olga Svendsen
- Else Petersen
- Jørgen Beck
- Kirsten Hansen-Møller
- Ernst Meyer